# 中菲海道通行協定暨農漁業合作備忘錄
《中菲海道通行協定暨農漁業合作備忘錄》（英語：Agreement on Sea Lane Passage and the Memorandum on Agriculture and Fisheries Cooperation between the Repubilic of China and the Philippines）是中華民國政府與菲律賓政府於1991年簽署的協定暨備忘錄。菲律賓據該文件於其領海內劃定兩條航道供中華民國漁船通往南太平洋，中華民國則按文件內容經援菲律賓。
菲律賓政府於1998年頒布的《漁業法》（Fisheries Code of the Philippines），內容與《中菲海道通行協定暨農漁業合作備忘錄》違背，《中菲海道通行協定暨農漁業合作備忘錄》實質上遭菲律賓政府片面廢止。中華民國政府與菲律賓政府於2005年9月30日另行簽署《台菲農漁業合作瞭解備忘錄》。